# 海瑟尔特
海瑟尔特（荷蘭語：Herselt，荷蘭語發音：[ˈɦɛrsəlt]）是比利时弗拉芒大區安特衛普省蒂倫豪特區的一个市镇，通行荷蘭語，南与弗拉芒布拉班特省接壤，是弗拉芒社群的一部分，面积52.32平方千米，人口14,521人（2020年1月1日）。